# Jamt
Jamt war eine fünfköpfige deutsche Pop-Rock-Band aus Frankfurt am Main. Die Band wurde 2007 gegründet und veröffentlichte ihr erstes Album Hier und Jetzt am 8. Februar 2011. Das Repertoire der Band bestand ausschließlich aus deutschsprachigen, selbst komponierten Liedern.

## Bandgeschichte
Im Herbst 2007 gründeten vier der jetzigen Bandmitglieder die Band. Anfangs coverten sie alte Rockklassiker. Der Name der Band entwickelte sich aus der Vorliebe zum Jammen (zu deutsch „improvisieren“). Die Idee zum Namen „Jamt“ stammte aus den Versuchen, die Initialen der Namen der Gründungsmitglieder in einem Wort zu vereinen. Die Band arbeitete an ihrem Stil und schrieb ihre ersten eigenen Songs mit deutschen Texten. Daraufhin nahm die Band in der Saison 2009/10 am internationalen Newcomer-Bandcontest Emergenza teil.
Bei Proben 2009 auf Mallorca wurde die erste Demo-CD in einem Studio aufgenommen und ein erster Kontakt zur professionellen Musikbranche hergestellt. Das Demomaterial bestand aus fünf ausgewählten Songs. Im Jahr 2010 konnte Jamt einen Plattenvertrag bei 3WO Records / WoF Records unterzeichnen.
Die letzte Eintrag auf der Bandwebseite ist vom 17. Juli 2013. Mittlerweile ist die Seite offline.

## DebütalbumHier und Jetzt
In der zweiten Hälfte des Jahres 2010 arbeitete die Band an ihrem Debütalbum, das im Frühjahr des Jahres 2011 in Österreich unter dem Titel Hier und Jetzt veröffentlicht wurde. Produziert wurde das Album in Studios in Los Angeles, auf Mallorca, in London und mit der Unterstützung von verschiedenen Gastmusikern wie Mark Schulman und Eva Gardner (Pink) oder Don Boyette (Michael Jackson). Das Album erreichte schon durch die Vorbestellungen den österreichischen Goldstatus von 10.000 verkauften Tonträgern. Sie wurde dann am 11. Oktober 2011 auf Mallorca in der Fernsehsendung X-Diaries verliehen.
Zur Promotion des Albums Hier und Jetzt gab die Band im Großraum Wien mehrere Konzerte auf einem Showtruck. Gesponsert wurde diese Aktion von der österreichischen Jugendzeitschrift Xpress in Verbindung mit einer Anti-Drogen-Kampagne.
Zur ersten Single So viel mehr wurde mit begrenztem Budget ein Video gedreht. Im April 2011 kam das Video zur zweiten Single Nichts, ohne dich heraus, produziert vom Regisseur Dirk Hilger. Beide Musikvideos wurden auf Mallorca gefilmt. Des Weiteren entstand ein Video in Eigenregie zur Unplugged-Version des Songs Brauch dich nicht.

## Fernsehauftritte
Seit dem Sommer 2011 wurde die Band regelmäßig für verschiedene Fernsehauftritte gebucht. So spielten sie auf Mallorca bei Wetten, dass..? und bei Ballermann Hits 2011. In Deutschland spielten sie in folgenden Shows:
- ZDF-Fernsehgarten
- Bayerischer Sportpreis 2011
- Verstehen Sie Spaß?
- My Name Is
- The Dome 59/60
- X-Diaries
- KIKA Live
- Mario Barth